# Ocean Spray
Ocean Spray est une coopérative agricole, regroupant des producteurs de canneberges (cranberries) et de raisin. Son siège est à Middleborough/Lakeville, dans le Massachusetts aux États-Unis. En 2007, elle regroupe environ 800 producteurs du Massachusetts, du Wisconsin, du New Jersey, de l'Oregon, de l'État de Washington, de Floride, de Colombie-Britannique et d'autres provinces du Canada. En 2007, la coopérative emploie environ 2 000 personnes, pour un chiffre d'affaires de 1,7 milliard de dollars américains. Ses principaux produits sont la confiture de canneberges, les jus de fruit et les « craisins » (des canneberges séchées).
Elle est de fait l'un des principaux producteurs et exportateurs mondial de canneberges, ainsi que de ses dérivés.

## Historique

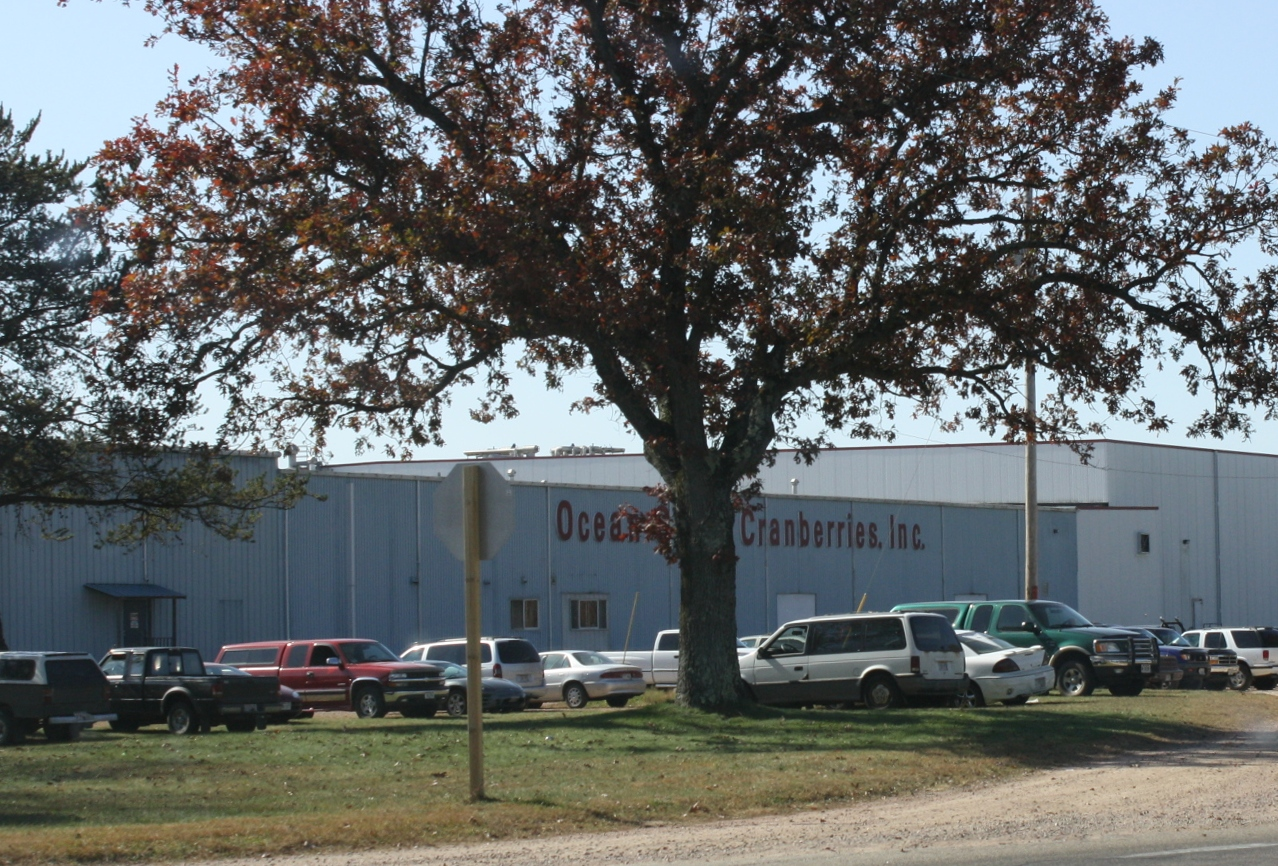
Usine de transformation de canneberges d' Ocean Spray au Wisconsin.

La première utilisation du nom « Ocean Spray »  date de 1912, date à laquelle un producteur de canneberges du Massachusetts, Marcus L. Urann, crée une sauce aux canneberges (« cranberry sauce ») qu'il commercialise sous ce nom.
La coopérative Ocean Spray telle qu'elle existe aujourd'hui, n'est elle crée qu'en 1930, à Hanson dans le Massachusetts, par trois producteurs de canneberges (Marcus L. Urann, John Makepeace et Elizabeth Lee) voulant développer le marché des canneberges. Dirigée par Marcus L. Urann, la coopérative développe des produits à base de canneberge, notamment le jus de canneberge. La même année, Ocean Spray devient le premier producteur de jus de canneberge.
Son premier grand succès date de 1963, date à laquelle elle invente le Cran•Apple, premier mélange de jus de canneberges et de pommes, qu'elle déclinera sous différents parfums (framboise, myrtille, mangue, etc.).
En 1976, la coopérative se développe et accueille en son sein des producteurs de raisin de Floride.
Le 20 octobre 2010, Disney et Ocean Spray signent un accord pour vendre des boissons à la canneberge à Disneyland Resort (Californie), Walt Disney World Resort (Floride) et à bord de la Disney Cruise Line.